# Ronnie Bucknum
Ronnie Bucknum (Kalifornija, SAD, 5. travnja, 1936. – Kalifornija, SAD, 23. travnja 1992.) je bivši američki vozač automobilističkih utrka.

## Rezultati u Formuli 1
| Sezona | Momčad          | Šasija      | Motor     | Utrke | Pobjede | Podiji | Bodovi | Plasman |
| ------ | --------------- | ----------- | --------- | ----- | ------- | ------ | ------ | ------- |
| 1964.  | Honda R & D Co. | Honda RA271 | Honda V12 | 3     | 0       | 0      | 0      | —       |

## Vanjske poveznice
- Ronnie Bucknum Racing Reference